# فریدون دائمی
فریدون دائمی (۱۸ اردیبهشت ۱۳۲۰ در تهران – ۱۳ دی ۱۴۰۲ تهران) دوبلور و مدیر دوبلاژ ایرانی بود.

## زندگی
فریدون دائمی در ۱۸ اردیبهشت ۱۳۲۰ در تهران دیده به جهان گشود. او کار دوبله را در سن ۱۹ سالگی از سال ۱۳۴۳ آغاز و سه سال بعد از ۱۳۴۶ به عنوان مدیریت دوبلاژ نیز فعالیت هنری خود را ادامه داد.
پس از انقلاب به ایالات متحده مهاجرت کرد و مدتی در شبکه‌های تلویزیونی خارج کشور به گویندگی خبر پرداخت.
وی پس از راه‌اندازی شبکه تلویزیونی «آزادی» در ایالات متحده، سردبیری خبر این تلویزیون را بر عهده داشت. در سالهای اخیر استودیو دوبلاژ «آوازه» را در لوس‌آنجلس تأسیس و به دوبله سریال‌ها و مستندهای شبکه منوتو اقدام کرد.

## درگذشت
فریدون دائمی سرانجام در ۱۳ دی ماه ۱۴۰۲ در شهر لس آنجلس براثر ابتلا به بیماری سرطان درگذشت.